# مارثا ليبتون
مارثا ليبتون (بالإنجليزية: Martha Lipton)‏ هي معلمة موسيقى ومغنية ومغنية أوبرا أمريكية، ولدت في 6 أبريل 1913، وتوفيت في 28 نوفمبر 2006.

## وصلات خارجية
- مارثا ليبتون على موقع ميوزك برينز (الإنجليزية)
- مارثا ليبتون على موقع قاعدة بيانات برودواي على الإنترنت (الإنجليزية)
- مارثا ليبتون على موقع أول ميوزيك (الإنجليزية)
- مارثا ليبتون على موقع ديسكوغز (الإنجليزية)